# ISO 3166-2:TV
ISO 3166-2:TV è uno standard ISO che definisce i codici geografici delle suddivisioni di Tuvalu; è un sottogruppo dello standard ISO 3166-2.
I codici, assegnati ad otto delle nove isole del paese (l'unica eccezione è Niulakita), sono formati da TV (sigla ISO 3166-1 alpha-2 dello Stato), seguito da tre lettere.

## Codici
| Codice | Isola      |
| ------ | ---------- |
| TV-FUN | Funafuti   |
| TV-NMG | Nanumaga   |
| TV-NMA | Nanumea    |
| TV-NIT | Niutao     |
| TV-NUI | Nui        |
| TV-NKF | Nukufetau  |
| TV-NKL | Nukulaelae |
| TV-VAI | Vaitupu    |